# Ithomisa kinkelini
Ithomisa kinkelini is een vlinder uit de familie nachtpauwogen (Saturniidae), onderfamilie Hemileucinae.
De wetenschappelijke naam van de soort is voor het eerst geldig gepubliceerd door Ch. Oberthür in 1881.